# Gröndal, Värmdö kommun
Gröndal är en tidigare småort i Värmdö kommun. Gröndal ligger mitt på Ingarö, nordväst om Återvallsträsk. I samband med tätortsavgränsningen 2015 kom småorten att inkluderas i tätorten Fågelvikshöjden.